# St. Josef (Schelsen)

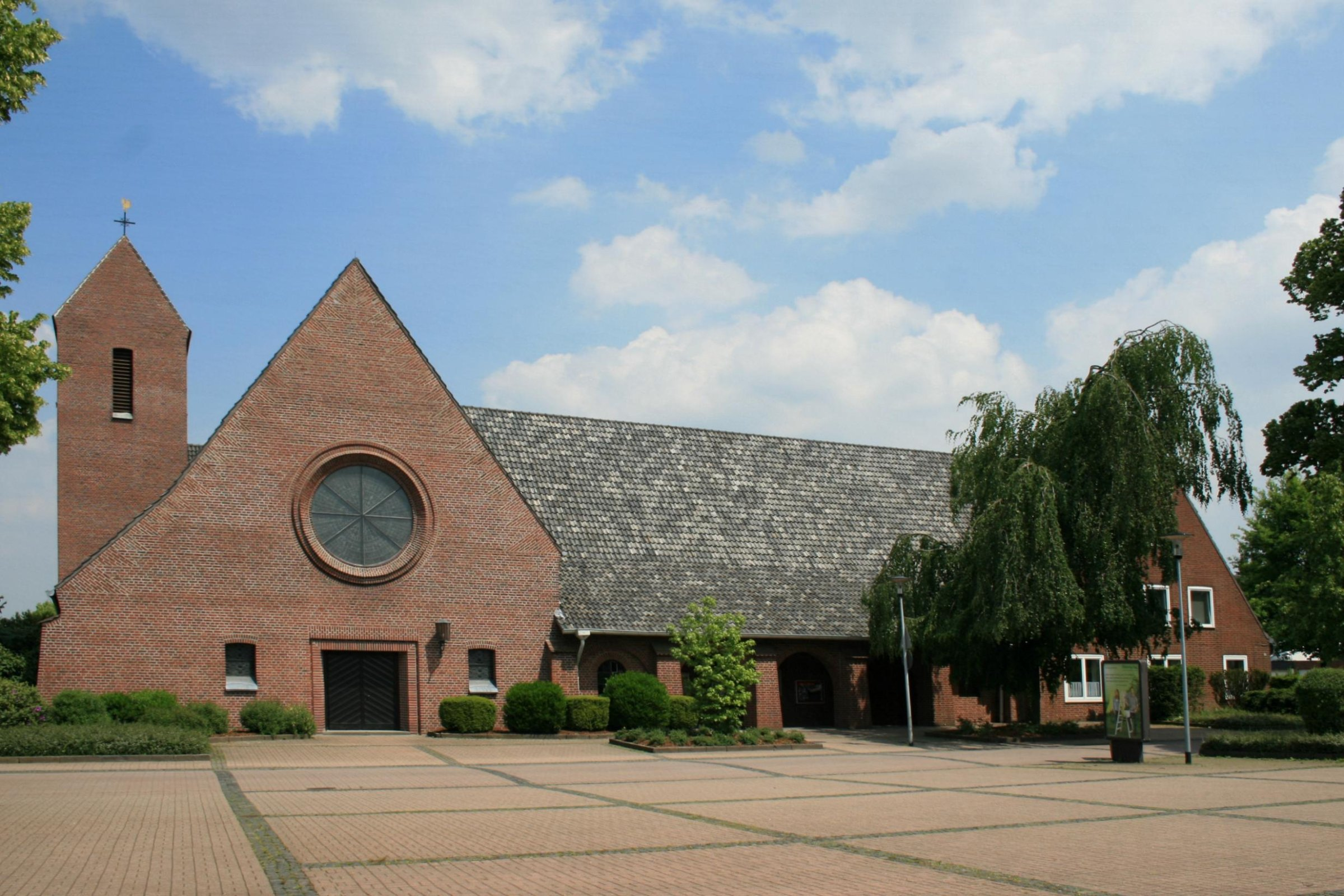
Kirche (2010)

Die römisch-katholische Kirche St. Josef steht im  Stadtteil Schelsen in Mönchengladbach (Nordrhein-Westfalen), Gereonstraße 40.
Das Gebäude wurde 1924 erbaut. Es wurde unter Nr. G 042 am 8. Februar 1994 in die Denkmalliste der Stadt Mönchengladbach eingetragen.

## Architektur
Es handelt sich um eine Kirche mit Pfarrsaal und Pfarrhaus aus den Jahren 1924 und 1938, regional geprägter Heimatstil.
Es handelt sich um einen dreiteiligen Gebäudekomplex, der im Abstand von über zehn Jahren fertiggestellt wurde. Der traufständige, durch einen Verbindungsgang betonte Mitteltrakt (Pfarrsaal) wird links von dem giebelständigen Kirchengebäude und rechts von Pfarrhaus eingefasst. Die Gebäude sind in heimischer Backsteinweise mit voluminös ausgebildeten Satteldächern in Ziegeldeckung erstellt.

## Glocken
Im Turm der Kirche hängt ein dreistimmiges Geläut von Bronzeglocken der Glockengießerei Otto aus Hemelingen/Bremen. Die Schlagtonreihe lautet: fis – gis – h  (f – g – b). Das 2,3 Tonnen schwere Geläute war im Zweiten Weltkrieg zwar beschlagnahmt und abtransportiert worden, wurde aber nicht eingeschmolzen und konnte aber nach dem Krieg zur Gemeinde zurückgeführt werden.

## Pfarrer
Folgende Priester wirkten bislang als Pfarrer an St. Josef:
- 1927–1937: Heinrich Frielingsdorf
- 1937–1954: Johannes Vohn
- 1956–1964: Josef Schaaf
- 1964–1978: Vinzenz Al
- 1978–2011: Karl Heinz Hendker
- 2011–2017: Guido Fluthgraf
- Seit 2018: Achim Köhler